# كوميديا رومانية
يعتبر عام 240 ق.م هو تاريخ ظهور المسرحية علي نمط النماذج اليونانية في روما عندما عرضت أول مسرحية يونانية في الأعياد الرومانية ludi Romani مترجم بللغة اللاتينية قام بنقلها إلي اللاتينية ليفيوس أندرنيكوس livius Andronicus، وكان أول من اكتشف أن في روما جمهورا ً للأدب اليوناني.
و قد أستمد الأدب اللاتيني الناشئ نماذجه من المسرحيات الأغريقية، بيد أنه في الوقت نفسه لم يغفل الموضوعات الوطنية. ذلك أنه إذا كان جنايوس نايفيوس قد أقتبس من التراجديا الأغريقية موضوعات الكثير من مسرحياته، فانه ألف كذلك مسرحيات تراجيدية قوامها موضوعات رومانيه بحتة مثل المسرحيتين اللتين كان موضوع إحداهما قصة رومولوس وموضوع الأخرى انتصار فلاوديوس مارقلوس علي الغال في عام 222 ق.م ويتبين من أسماء ثلاث مسرحيات تراجيدية أخرى تدعي علي التوالي «أيميليوس باولوس» و«بروتس» و«دقيوس» أن موضوعاتها كانت أيضا ً رومانية، وكان باقوفيوس صاحب المسرحية الأولي، وآقيوس صاحب المسرحيتين الثانية والثالثة.
و في مجال المسرحيات الكوميديا أيضا ً كانت القاعدة الشائعة أول الأمر هي الأقتباس من أصول إغريقية. ولم تبع الكوميديا الرومانية من مسرحيات أرستو فانيس Aristophanes القديمة التي كانت الحياة السياسة الحرة دعامة وجودها مثل أثينا في القرن الخامس قبل الميلاد.
و لكنها نبعت من الكوميديا الحديثة التي ظهرت في القرن الرابع قبل الميلاد والتي كانت مستمدة من الحياة الخاصة والمحلية. وكان الشاعر ميناندر Menander هو الاسم الرئيسي في هذا الميدان. إن العالم الذي يصوره ميناندر عالم حيوي معقد يتفق ومزاج المشاهد الروماني في كير من نواحيه. وكان التهاون الجنسي يعالج في الكوميديا الرومانية بتسامح يبعث علي التسلية. ولقد لاحظ المؤرخون الاجتماعيون أن أول حالة طلاق في الروماني حدثت خلال السنوات الخمس التي تلت عرض أول مسرحية. لكن الكوميديا اليونانية الحديثة كانت تنقصها الحركة فقد كان إيقاعها بطيئا ً، يتخللها كثير من التحليل النفسي، ورسم شخصياتها يتطلب ذكاء خارق، وكان المتفرج لروماني يحتاج إلي مزيج قوي من الذوق الفني الرفيع والحركة النشطة وإلي حيل أكثر وشخصيات مضحكة وحيوية فياضة في المسرحية.وقد تطور الأدب المسرحي اللاتيني تطورا ً سريعا ً بسبب كثرة الطلب علي المسرحيات لعرضها في الحفلات العامة، وإذا كان علي مر الزمن أخذ مؤلفوا المسرحيات اللاتينية يعزفون عن الاقتباس من المرحيات الإغريقية ويجنحون نحو اتخاذ قصص مسرحياتهم وشخصياتهم من البيئة الرومانية، لكنهم مع ذلك لم يفلحوا إطلاقا ً في التحرر تحررا ً كاملا ً من النماذج الإغريقية.

## تتيينوس ماكيوس بلاوتوس
ولد تتيينوس ماكيوس بلاوتوس Τ. Maccius plautus أمير الكوميديا اللاتينية في سارسينا في Umbria عام 254 قبل الميلاد.ويقال أنه بدأ حياته عاملا ً في أحد المسارح، ثم اشتغل بالتجارة، وبعد أن خسر كل ما يملك أضطر إلي أن يعمل في طاحونة للغلال وبدأ يكتب مسرحياته في أوقات فراغه من أجل زيادة دخله. فقام بسداد ديونه، ومارس حياته العادية بعد ذلك، ووجه كل همه للمسرح. وكان أدبيا ً شعبيا ً وثيق الارتباط بحياة العامة مولعا ً بالمرح والصخب، يضحك مع كل إنسان، ويستخدم النكت الفاحشة، ويحكي الأحداث البذيئة ويملك الحس المسرحي وروح الدعابة الفطرية، ويقدم أعمالا ً تتضمن ابتكارات جديدة تشد الانتباه وتشيع البهجة، وليس من المستغرب أن يحوز تلك الشهرة التي كان يتمتع بها بين الجماهير الرومانية في العصور القديمة بل وفي أيامنا هذه أيضا ًَ.وينبغي لنا التميز بين عناصر ثلاث عند استعراض مسرحيات بلاوتوس العناصر التي استمدها من الكوميديا اليونانية الحديثة، والعناصر التي أقتبسها من المسرحيات الهزلية الإيطالية، والعناصر التي أسهم هو بها.
وقد دارت هناك مناقشات عديدة من جانب علماء اللغة القدامي حول عدد كوميدياته فمنهم من نسب إليه 130، ومنهم من قال أنها مائة، ومنهم من ذكر أنه كتب أربعين ومنهم من نسب إليه عددا ً أقل بكثير ويعتبر بلاوتوس عميد الكوميديا الرومانية المقتبسة من كتاب الكوميديا اليونانية ديفيليوس وديموفيلوس وميناندر والتي تهتم بالأسرة والمجتمع أكثر من اهتمامها بالسياسة. ولم يكتفي بلاوتوس بترجمة الأصول اليونانية بل كان يصبغها بصبغة رومانية، ولا يتردد في وضع حادث من الرومانية لإضحاك الجمهور الروماني مع الاحتفاظ بالحبكة اليونانية والعادات والأماكن والحياة الشخصية كما كتبها الكاتب اليوناني. وقد ساعد علي إتساع شهرة بلاوتوس الدور الهام الذي كانت تؤديه الموسيقي في مسرحياته التي كانت تشمل رغم خلوها من الكوراس علي كثير من الأغاني، فضلا ً عن أجزاء كاملة من العمل الدرامي كان يجري أدائها بالألقاء الذي يصاحبها عزف الأولوس والمزمار التبيا المزدوج مع تنوع كبير في أوزان إيقاع الموسيقي، وجميع هذه السمات إيطالية بحتة، وأهمية الموسيقي في هذه المسرحيات هو نشر اسم العازف الموسيقي جنبا ً إلي جنب مع أسماء الممثلين، وكان تداخل العنصر الموسيقي مع عناصر أخرى في المسرحية تقليد موروث عن الاستعراضات الإتروسكية.إن الاستحسان والرضي الذي حازته أعمال بلاوتوس دفع بعض الكتاب الأقل شهرة إلي كتابة مسرحيات ينسبونها إليه كي يحسن الجمهور استقبالها، وهكذا من الممكن أن نفسر العدد الكبير من المسرحيات المنسوبه إليه، وقد حاول بعض الكتاب القدامي من أمثال Stilo praeconimus وغيرة أن يميزوا بين الكوميديا الأصلية وغير الأصلية ثم جاء الناقد والعالم varro الذي عاش في زمن شيشرون، ورتب كوميديات بلاوتوس في ثلاثة أقسام.
في القسم الأول وضع أحدي وعشرين مسرحية سميت بالفارونية، وهي التي تعرف عليها علي أنها أصلية من نظم بلاوتوس، وفي القسم الثاني وضع تسعة عشر كوميديات، ينطبق عيلها طابع الأصالة، وفي القسم الثالث وضع بقية الكوميديات وهي زائفة بلا شك، ولقد قبل النقاد المحدثون رأي فارو. ومن المجموعة الفارونية فقدت مسرحية واحدة فقط كان عنوانها vidularia ووصلت إلينا بقية الكوميديات ولكنها ليست كاملة، وها هو ملخص سريع للعشرون كوميديا التي بقيت لنا.

### أمفتريو
أمفتريو Amphitruo هي الملهاة الوحيدة التي يعالج موضوعها موضوعا ً أسطوريا ً، وهي كما يقول المؤلف من النوع التراجيكوميدي tragicomoedia وهي تعرض مولد هرقل البطل الأسطوري الأشهر. فعندما يقع الإله جوبتر في الكمينا يتقمص شخصية زوجها امفتريو، كما يتقمص ابنه الإله ميركوري شخصيه العبد سوسيا sosia. وتعتقد الزوجة أن زوجها عاد من الحرب وتفرح به وتجتمع به بينما يقف ميركوري حارسا ً علي الباب. وعندما يحضر امفتريوا تنكرة فيتهمها بالخيانة وعدم الإخلاص. وفي أثناء ذلك تضع الكمينا توأما ً هو البطل الشهير هرقل وتوأمه ايفيكلوس. وفي النهاية يظهر الإله جوبتر في صورته الحقيقية وتظهر معه الحقيقة، وتعود الزوجة إلي زوجها ويعيشا في وئام ويلاحظ في هذه المسرحية ظهور الاله من الماكينة Deus ex machima ليحل عقدة المسرحية. وهذه المسرحية هي الكوميديا الرومانية الوحيدة المأخوذة من الأساطير الرومانية.

### أسيناريا
ينجح أحد العبيد في الحصول علي مبلغ من المال من سيده وقد حصل علي هذا المبلغ من بيعه لحمار وذلك كي يساعد سيده الشاب في مغامراته العاطفية. ولكن الأب العجوز أيضا ً يأخذة جمال الفتاة التي يحبها إبنه وقد اكتشفت زوجته هذا ونال عقابه منها كما يستحق، وقد اقتبست المسرحية من Demophilus المسماة οναγός وقد قام الكاتب الإيطالي بتقليد جزء منها في مسرحيته المساة Martello.

### وعاء الذهب
تدور وعاء الذهب Aulularia المسرحية حول شخصا ً بخيلا ً يدعي يوكليو Euclio ومن شدة بخله كان يحتفظ بالماء بعد غسل يديه، ولا يرغب في تقليم أظافره حتي لا يخسر جزءا ً منها، وكان لا يريد أن يتنفس حتي لا يخسر هواء الزفير. وكان هذا البخيل قد ورث البخل عن ابيه وجده. حيث أن جده كان يملك نفس الكنز ولكنه من شدة بخله رفض وهو علي فراش الموت أن يكشف لابنه – والد يوكليو – عن مكان الكنز وعهد به إلي إله الأسرة. وعندما وجد إله الأسرة أن الابن بخيل أيضا ً ولا يقدم قرابين إليه لم يعرفه بمكان الكنز، ومات دون أن يعرف مكانه، لذلك قرر الإله أن يعرف يوكليو بمكان الكنز حتي يسهل عليه تزويج ابنته. وبعد أن اكتشف البخيل مكان الكنز أخفاه واستمر في ادعاء الفقر، وعاش في فزع وقلق دائم خوفا ُ من سرقة الكنز، وكان يخاف من أن حبيب ابنته يريد الكنز، وبعد ذلك يتم سرقه الوعاء منه. والمسرحية تنقصها النهاية، ومن المحتمل أن تكون هذة المسرحية مأخوذة من ميناندر ميناندر.وأسماء المسرحيات المتبقية هي: (الأسيران captivi- الخرامة curculio – casina – cistellaria – الباخييتان Bacchides – الشبح Μοstellaria – السلة Menaechmi – Μiles gloriosus – التاجر Mercator – pseudolus – القرطاجي الصغير poenulus – الفارسي persa – الحبل Rudens – stichus – قطع النقود الثلاثة Trinummus – الشرير Τruculentus – vidularia) (1)*.

## بوبليوس ترنتيوس أفير
ولد تيرنتيوس p.Terentius Afer في قرطاجة سنه 185 ق.م.عاش في روما كعبد ومن هنا كان اسمة Afer طبقا ً للتقاليد بالنسبة للعبيد فقد يسمون تبعا ً للبلد الذي جاءوا منها وكان مواطن إفريقيا ً من قرطاجنه جاء إلي روما عبدا ً وسرعان ما قدرة ه سيده السناتور Terentius ولذلك فقد حمل لقب سيدة، وقد ذهب إلي بلاد اليونان بعد أن كتب رواياته الستة الباقية لنا ولم يعد من هذه الرحلة مرة أخرى إلي روما ومات سنه 159 ق.م، وقد أنقذ اللغة اللاتينية من العامية من خطر فسادها بعبارات أو اللهجات الأخرى، ولقد أتهم ترنتيوس بأن رواياته من وضع بعض النبلاء لبلاغة أسلوبه ووضوحه ورشاقته، وكان من الطبيعي الا ينجح مع العامة، خاصة وانه كان يفتقد القدرة علي الإضحاك.وتعتبر مسرحياته الكوميديا اقتباسات يونانية خالصة من شوائب الطبع الروماني تطغي عليها المميزات اليونانية من ناحية التفكير والأخلاق والأساليب والدقة الفنية، ولهذا لم تستطع مسرحياته أن تستهوي جماهير الرومان، وفي بداية كل مسرحية من مسرحيات ترنتيوس كانت تظهر لوحة مرسومة عليها أقنعة كافة أشخاص المسرحية مرتبة وفق ظهورهم علي المسرح، ثم صورة لأحداث كل منظر علي التوالي، وكانت الملابس المستخدمة في هذة المسرحيات الكوميدية الرومانية هي نفس الملابس اليونانية، ولا نعرف بالضبط إن كانت وفاته طبيعية أو بسبب حزنه علي بعض مسرحياته والتي كان قد أرسلها إلي روما، وفقدت في حادثة غرق سفينة، ولذلك فإننا لا نستطيع أن نؤكد أن أعماله ليست سوي الكوميديات الست التي كتبها قبل رحيله إلي بلاد اليونان وهي: «أندريا أو فتاة من جزيرة أندروس» أقتبست عن الأصل اليوناني لميناندر، مسرحية «الحماة» اقتبسها عن رواية للشاعر أبوللودوروس، مسرحية «المعذب لنفسه»، مقتبسه عن مسرحية بنفس الاسم لمينانجر، مسرحية «الخصي» المأخوذة عن مسرحية لميناندر، مسرحية «فورميو» المقتبسة عن أبوللودوروس، مسرحية «الأخوان» وهي مأخوذة عن رواية لميناندر، وقلد تيرنتيوس ميناندر بصورة أكثر مما فعل بلاوتوس.

## الخاتمة
عندما أخذ الرومان المسرح الإغريق أدخلوا عليه من التطورات ما خلع عليه طابعا ً مميزا ً، فلقد أصبحت أماكن المتفرجين لا تستند إلي جوانب الجبل كما كان عند الإغريق بل كانت تشيد مستقلة علي مجموعة من العقود الحجرية على شكل نصف دائرة. وازداد الجزء الخاص بغرف الممثلين تعقيدا ً كما ازدادت جدرانه ارتفاعا ً بحيث أصبحت تصل إلي مستوي أعلي صف من صفوف مقاعد المتفرجين مع تزيين الواجهة المقابلة لهذه المقاعد بصفوف من الأعمدة تقف فوق بعضها بعضا ً. كذلك أصبحت مختلف أجزاء المسرح مترابطة بعضها ببعض بحيث تكون وحدة متماسكة ولكن يبدو أن المسرح بروما قد اقتصر لفترة طويلة علي المسرح الخشبي الذي كان يقف الممثلون أمامه. وقد قامت محاولة عام 150 ق.م لبناء مسرح خشبي دائم أوقفها مجلس الشيوخ الذي رفض السماح باستعمال المقاعد، هذا على الرغم من أننا نسمع حتي في عصر مبكر عن تمثليات تعرض في السيرك. وكان في استطاعة النظارة مشاهدتها جالسين، ولكنه حدث في عام 58 قبل الميلاد أن سمح ببناء مسرح خشبي عظيم. وبعد ذلك بثلاث سنوات بني بومبي بروما أول مسرح حجري وقد سمي هذا بالكولوزيوم وأيضا ً بالامفيتياتر الفلافي لأنه كان قد بني تحت حكم الأباطرة الفلافيين، فسباسيان وابنه تيتوس، وقد بلغت مساحة الكولوزيوم 170×205 ياردة. ولقد كان يوجد في المدرجات أماكن خاصة للمتزوجين والشباب الذين يرافقهم أوصياؤهم والخدم والنساء. وكان الكولوزيوم غير مغطي لكن في حالة سقوط المطر كانت توضع فوقة مظلة كبيرة Velarium. وتجدر الإشارة إلى أن معماري إيطالي يدعى كارلو إيمونينو، يدعو إلى إكمال استدارة الكولوزيوم. ويدعو المعماري لإعادة بناء الجدار الخارجي لأشهر مسرح مدرج في العالم الذي هدمته الزلازل.

## كتب ذات صلة
- تاريخ الأدب الروماني من البداية وحتي نهاية العصر الذهبي د / حسن وهبه.
- مذكرات في الأدب الروماني في العصر الذهبي د / السيد مصطفي عجاج.
- مقدمة في آثار الرومان د/ فايز يوسف محمد.